# Дача Паршиной
Дача Паршиной — особняк начала XX века в посёлке Семеиз в Крыму, расположенный по адресу ул. Красномаякская, 16, построенный по проекту и под руководством Я. П. Семёнова для В. Д. Паршиной.

## Дача Паршиной
Известно, что супруга губернского секретаря, уфимского купца 2 гильдии Паршина Андрея Марковича Варвара Дмитриевна Паршина приобрела до 1907 года у владельца Нового Симеиза И. С. Мальцова дачный участок № 43 в западной части Нового Симеиза площадью 422 квадратных сажени (примерно 19,2 сотки). До 1912 года на нём по проекту и под руководством главного зодчего Нового Симеиза, военного инженера генерал-майора Я. П. Семёнова, было возведено трёхэтажное здание в стиле неоклассицизма на 15 комнат, предназначенное «частью для себя, частью для сдачи внаём». Сами Паршины жили в Москве, приезжая на дачу для летнего отдыха.

## После революции
16 декабря 1920 года приказом председателя Революционного комитета Крыма были изъяты «из частного владения как разных ведомств, так и частных лиц все имения Южного 

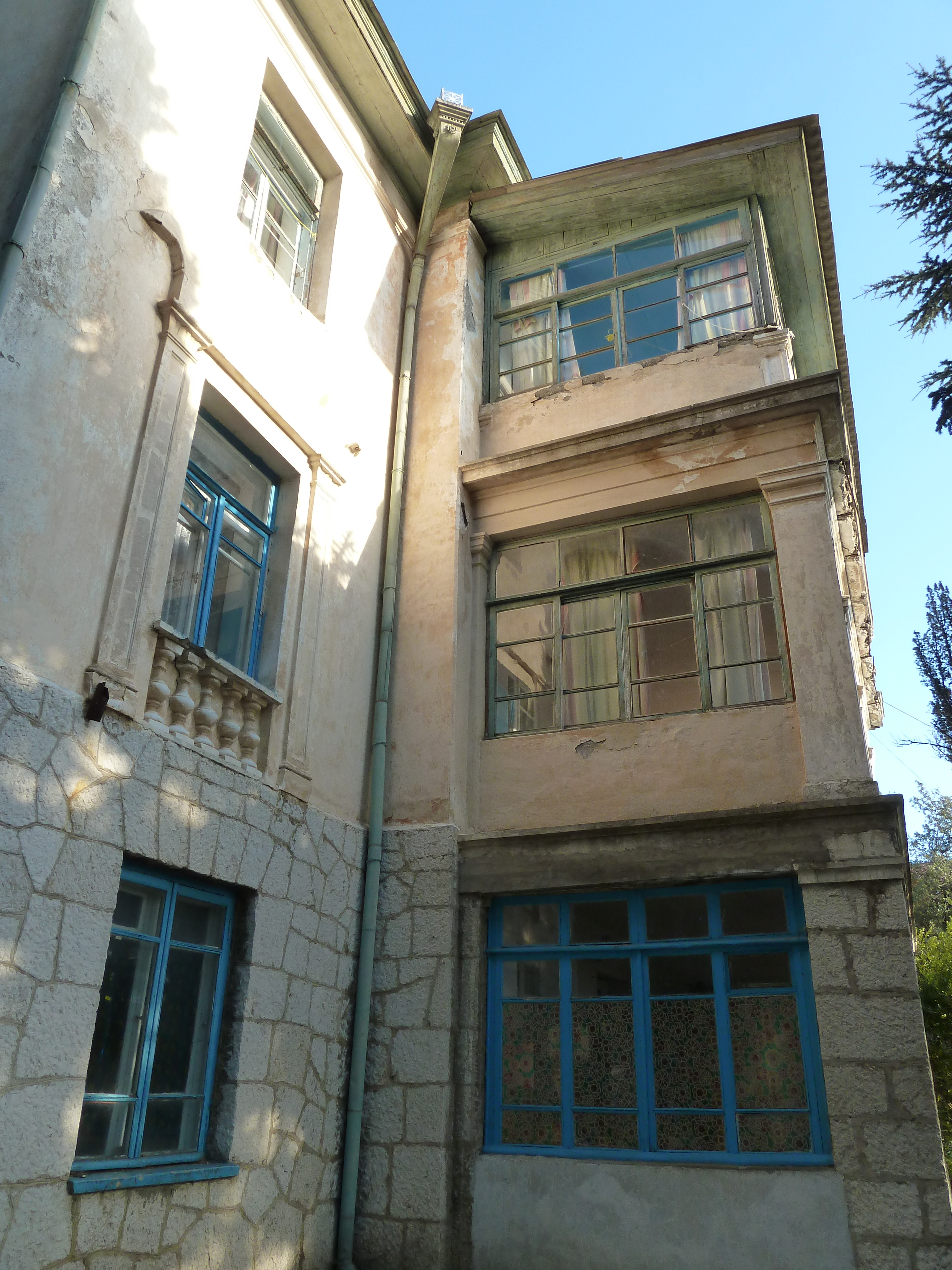
Современный вид

берега Крыма в районе от Судака до Севастополя включительно» и передавались в ведение специально созданного Управления Южсовхоза. В 1925 году дачу Паршиной включили, как 7-й корпус, в состав санатория «Красный маяк», в коем состоянии здание пребывало до недавнего времени.
Решением Ялтинского городского исполнительного комитета № 64 от 24 января 1992 года «Дача Паршиной В. Д.» объявлена памятником архитектуры. В апреле 2021 года в министерство культуры Республики Крым поступило заявление, предлагающее включить в единый государственный реестр объектов культурного наследия «садово-парковую зону с группой исторических дач, входивших до недавнего времени в санаторий „Красный маяк“ как единый усадебно-парковый ансамбль», в том числе и дачу Паршиной. 25 ноября 2021 года опубликован приказ министерства культуры Республики Крым «Об утверждении охранного обязательства собственника…» объекта культурного наследия регионального значения «Дача В. Д. Паршиной (архитектор Я. П. Семенов), начало XX века»